# Іан О'Браєн
Іан О'Браєн (англ. Ian O'Brien, 3 березня 1947) — австралійський плавець.
Олімпійський чемпіон 1964 року, учасник 1968 року.